# Pharadon Szricsaphan
Pharadon Szricsaphan (thai nyelven: ภราดร ศรีชาพันธุ์, idegen átírással: Paradorn Srichaphan) (1979. június 14. –) thai hivatásos teniszező. Legjobb helyezése a világranglistán a 9. volt, ami a legmagasabb helyezés, amit ázsiai férfi teniszező valaha elért. Karrierje során összesen 5 ATP-tornát nyert meg. Szricsaphan felesége a 2005-ös Miss Universe-győztes Natalie Glebova.

## Tornagyőzelmei (5)
| Összesítés                                            | Összesítés |
| ----------------------------------------------------- | ---------- |
| Grand Slam-torna                                      | (0)        |
| ATP World Tour Masters 1000 / ATP Masters Series      | (0)        |
| ATP World Tour 500 Series / International Series Gold | (0)        |
| ATP World Tour 250 Series / International Series      | (5)        |
| ATP World Tour Finals / Tennis Masters Cup            | (0)        |

| No. | Dátum           | Helyszín                               | Borítás    | Ellenfél a döntőben | Eredmény a döntőben |
| 1.  | 2002. augusztus | Long Island, Amerikai Egyesült Államok | Kemény     | Juan Ignacio Chela  | 5–7, 6–2, 6–2       |
| 2.  | 2002. október   | Stockholm, Svédország                  | Kemény (f) | Marcelo Ríos        | 6–7, 6–0, 6–3, 6–2  |
| 3.  | 2002. december  | Csennai, India                         | Kemény     | Karol Kučera        | 6–3, 6–1            |
| 4.  | 2003. augusztus | Long Island, Amerikai Egyesült Államok | Kemény     | James Blake         | 6–2, 6–4            |
| 5.  | 2004. június    | Nottingham, Nagy-Britannia             | Fű         | Thomas Johansson    | 1–6, 7–6, 6–3       |